# Teatro balinés

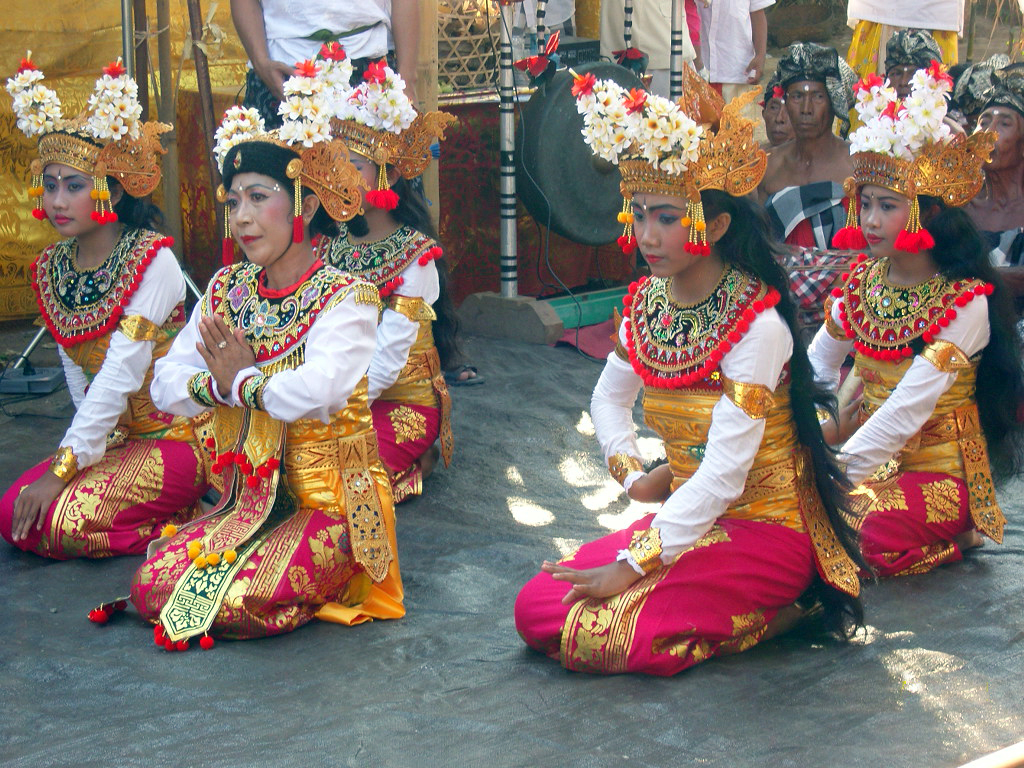
Actuación de gambuh en Budakeling, Bali.

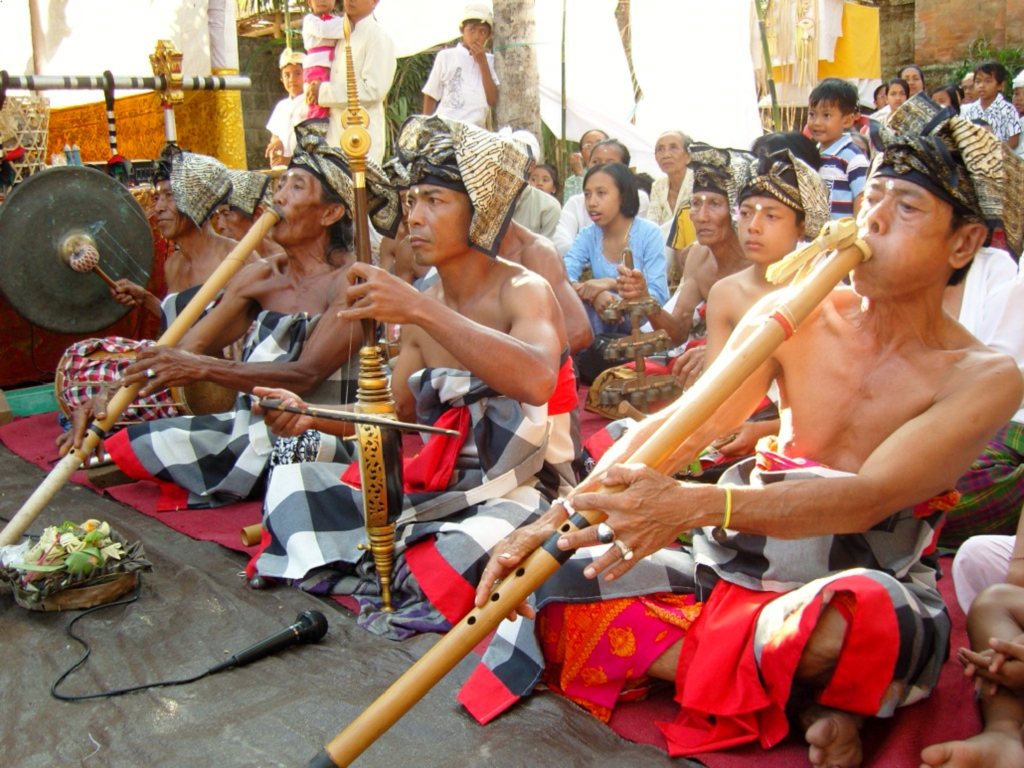
Orquesta gamelán para una actuación de gambuh.

El teatro balinés no solo abarca el drama sino que incluye la música gamelán, el canto, la danza y la comedia, integrados en la obra, frecuentemente con la participación del público. La danza janger, las representaciones de danza pendet y las representaciones de enmascarados topeng.  Las actuaciones también forman parte de los rituales funerarios que incluyen una procesión, una danza de guerra y otros rituales antes de la cremación de un patulangan. Los balineses usan la palabra sesolahan tanto para el teatro como para la danza.

## Historia
Hasta la conquista de Bali a principios del siglo XX y la llegada de los europeos, casi todas las representaciones eran dramáticas, a menudo involucrando una combinación de danza, canto y actuaciones que duraban toda la noche. Se basaban en un vasto canon literario indio e indonesio así como epopeyas e historias de otros lugares. Sin embargo, los europeos preferían piezas cortas y atractivas con narrativas o diálogos que no requirieran mayor comprensión en sus antecedentes culturales.
Los balineses depuraron la danza de las representaciones teatrales y religiosas existentes y coreografiaron obras completamente nuevas, creando uno de los repertorios de danza considerados más vibrantes del mundo. Bali probablemente conserva la tradición de artes escénicas más rica del sudeste asiático y es famosa en todo el mundo teatral.
Las representaciones teatrales balinesas siguen floreciendo en la actualidad por la necesidad de ofrecerlas a los dioses así como la pujanza e interés cultural del turismo en la isla. El contexto principal para la actuación es el de un odalan o fiesta del templo que debe producirse cada 210 días en cada uno.

## Principales representaciones
Entre las representaciones y géneros teatrales balineses destacan:
- Wayang kulit, teatro de sombras, el más conocido, que suele basarse en la epopeya india, el Mahabharata.
- Arja, danza-ópera balinesa que combina elementos de ópera, danza y drama. Puede inspirarse en textos clásicos, historias populares o en la tragedia griega. Destacada por sus arias cantadas en una gama de métricas clásicas con tonos obsesivos.
- Danza del Barong, donde Barong es el rey de los espíritus. La danza demuestra la representación mitológica de animales que tienen poderes sobrenaturales y podrían proteger a los humanos. Se representa con Rangda, una bailarina con daga keris, Jero Gede (figuras negras enmascaradas) y Jero Luh (artistas enmascarados blancos)

Barong Ket: barong león, el barong más común, símbolo de un buen espíritu.
Barong Landung: barong gigante, la forma es similar a Betawi Ondel-ondel
Barong Celeng: barong jabalí.
Barong Macan: barong tigre.
Barong Naga: dragón (o serpiente)
- Gambuh, que juega con el canto al ritmo de la música usando largas flautas como instrumentos.
- Wayang wong, drama de enmascarados basado en el Ramayana.
- Topeng, forma dramática de danza indonesia que utiliza una amplia gama de fuentes literarias, donde una o más personas llevan máscaras.
- Calonarang, que se representan en los templos durante tiempos de peligro, epidemias o dificultades.
- Drama Gong, teatro popular en balinés coloquial que surgió a finales de la década de 1960.
- Sendratari, ballet de masas, adecuado para grandes escenarios con grandes elencos que incluyen movimientos de mimo que dialogan con un dalang o titiritero. Aunque a menudo se danza con grandes orquetas gamelán el sendratari también puede usar el kecak, canto sincopado balinés.

## Galería
|                                                       |
| Preparando la fiesta Perang pandan en Tenganan, Bali. |

|                                  |
| Batalla escenificada en Tenganan |

|                                                                                                  |
| Actores vestidos como gigantes y espíritus malignos para una representación de un Barong Landung |

|                                                                     |
| Representación teatral del asedio de una puerta en Bali (1910-1920) |